# Тютьков
Тютьков (укр. Тютьків) — село в Микулинецкой поселковой общине Тернопольском районе Тернопольской области Украины.
До 2020 года входило в Теребовлянский район.
Население по переписи 2001 года составляло 557 человек. Занимает площадь 1,724 км². Почтовый индекс — 48146. Телефонный код — 3551.